# Erstetten
Erstetten ist ein Dorf der Stadt Blaubeuren im Alb-Donau-Kreis in Baden-Württemberg. Im Zuge der Gemeindegebietsreform in Baden-Württemberg wurde am 1. Januar 1975 die Gemeinde Pappelau mit dem Ortsteil Erstetten zu Blaubeuren eingemeindet.
Der Ort liegt auf dem Hochsträß circa einen Kilometer östlich von Pappelau und ist über die Kreisstraße 7379 zu erreichen.

## Geschichte
Erstetten wird erstmals 1108 überliefert. Vom Ortsadel werden 1108 Hartwin und 1408 Dietrich von Erstetten zu Volkersheim erwähnt. 1333 erwarb das Kloster Blaubeuren das Gut Ingolfstal zwischen Erstetten und Pappelau von Konrad Seveler zu Ulm. Neben dem Kloster hatten auch die Freiherren von Ulm zu Erbach im Ort Besitz. Vor 1830 gehörte Erstetten zeitweilig zur Schultheißerei Ringingen.